# Каб (Калифорнија)
Каб (енгл. Cobb) насељено је место без административног статуса у америчкој савезној држави Калифорнија.

## Демографија
По попису из 2010. године број становника је 1.778, што је 140 (8,5%) становника више него 2000. године.
| Група             | 2000.         | 2010.         |
| Белци             | 1.468 (89,6%) | 1.558 (87,6%) |
| Афроамериканци    | 10 (0,6%)     | 14 (0,8%)     |
| Азијати           | 12 (0,7%)     | 13 (0,7%)     |
| Хиспаноамериканци | 75 (4,6%)     | 113 (6,4%)    |
| Укупно            | 1.638         | 1.778         |